# Kaple Navštívení Panny Marie (Mírkov)
Poutní kaple Navštívení Panny Marie v Mírkově je kaple před jeskyní vytesanou ve skále. Nachází se jižně od obce při silnici na Neštěmice.

## Historie
Po roce 1800 našel místní občan E. Rössler v čp. 20 v Mojžíři sošku Panny Marie a vybudoval pro ni na kopci nad Mírkovem jeskyni. Již tehdy sem začali putovat věřící. Protože však toto místo nebylo vhodné, byla socha přenesena na jiné místo a opět umístěna ve vytesané jeskyni. Z darů četných poutníků byl roku 1811 založen fond na vybudování kaple, která byla postavena roku 1858–1859 v místě poustevny. V roce 1859 byla za účasti velkého počtu poutníků vysvěcena. Při „mírkovském svátku“ v neděli po svátku Navštívení Panny Marie (podle staré liturgie 2. července) zde býval vždy značný počet návštěvníků a poutě do Mírkova trvaly až do poloviny 20. století.

## Architektura
Kaple byla obdélná, pseudorománská. Byla přistavěná ke skále, zadní část lodi byla již zadlabaná do skály. Střechu měla sedlovou. Na počátku 70. let 20. století již bylo vnitřní zařízení rozbité vojáky, kteří opravovali okolní silnici. V červnu 1975 byla odstřelena věž, v červnu 1977 zbořena loď kaple. Odstřel provedla Severočeská Konstruktiva. Na místě lodi se zachovala velká hromada trosek obsahující pískovcové kameny a cihly. Z kaple se zachoval jen levý přední roh do výšky asi 1,2 m. Ve druhé dekádě 21. století pak zůstal prakticky jen zádlab do skály.

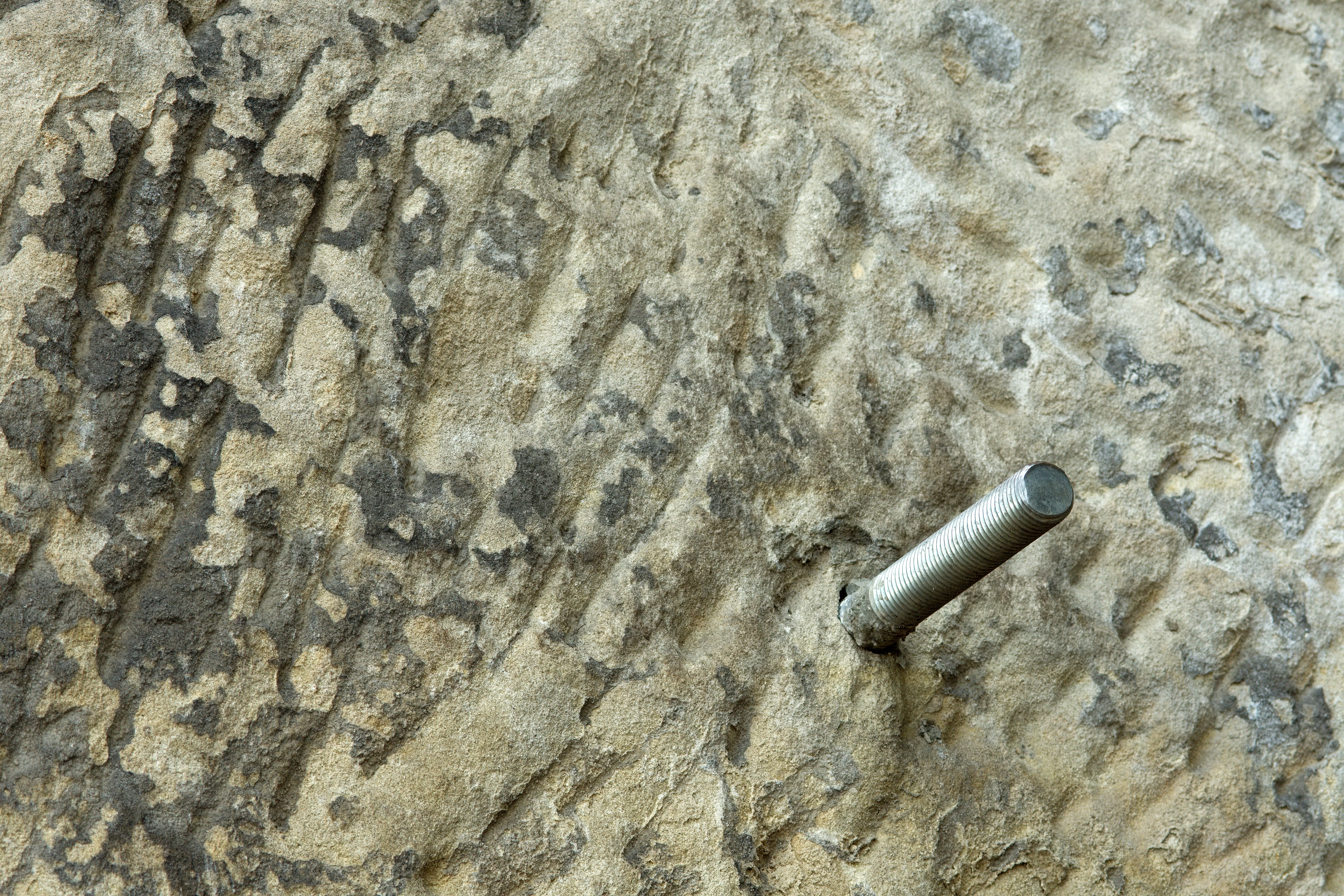
Detail po ručním sekání východní stěny kaple a zapuštěný prvek ferraty

Od roku 2017 je v její bezprostřední blízkosti postavena zajištěná lezecká cesta (via ferrata) Poustevna obtížnosti C. Některé prvky jsou umístěny přímo skály v níž byla vykutána jeskyně pro sošku Panny Marie.